# Lapeer
Lapeer es una ciudad ubicada en el condado de Lapeer en el estado estadounidense de Míchigan. Es sede del condado de Lapeer. En el Censo de 2010 tenía una población de 8841 habitantes y una densidad poblacional de 462,04 personas por km².

## Geografía
Lapeer se encuentra ubicada en las coordenadas 43°2′42″N 83°19′38″O / 43.04500, -83.32722. Según la Oficina del Censo de los Estados Unidos, Lapeer tiene una superficie total de 19.13 km², de la cual 18.48 km² corresponden a tierra firme y (3.44%) 0.66 km² es agua.

## Demografía
Según el censo de 2010, había 8841 personas residiendo en Lapeer. La densidad de población era de 462,04 hab./km². De los 8841 habitantes, Lapeer estaba compuesto por el 88.64% blancos, el 7.57% eran afroamericanos, el 0.64% eran amerindios, el 0.83% eran asiáticos, el 0.01% eran isleños del Pacífico, el 0.52% eran de otras razas y el 1.79% pertenecían a dos o más razas. Del total de la población el 3.9% eran hispanos o latinos de cualquier raza.